# Kwak Kyung-taek
Kwak Kyung-taek, hangul: 곽경택, (ur. 23 maja 1966 w Pusan) – południowokoreański reżyser i scenarzysta filmowy.

## Życiorys
Studiował reżyserię filmową na Uniwersytecie Nowojorskim. Jako reżyser zadebiutował w 1997 roku  niskobudżetowym filmem Eoksutang. W 2001 zdobył sławę kręcąc Chin-goo, film ten wzbudził kontrowersje związane z przemocą i wulgarnym językiem, ale przyciągnął 8 milionów widzów w całej Korei i ustanowił nowy rekord kasowy jako najpopularniejszy koreański film w tamtym czasie. Za swoją twórczość był wielokrotnie nagradzany, zdobywając m.in. Chunsa Film Art Awards, Blue Dragon Film Awards i Baeksang Arts Awards za scenariusz do filmu Amsusarin, Buil Film Awards za reżyserię Geukbisusa, a także inne nagrody.   

## Filmografia
| Rok  | Film               | Funkcja               |
| ---- | ------------------ | --------------------- |
| 1997 | Eoksutang          | scenariusz, reżyseria |
| 1999 | Doctor K           | scenariusz, reżyseria |
| 2001 | Chin-goo           | scenariusz, reżyseria |
| 2002 | Champion           | scenariusz, reżyseria |
| 2003 | Ddong gae          | scenariusz, reżyseria |
| 2005 | Tajfun             | scenariusz, reżyseria |
| 2007 | Sa-rang            | scenariusz, reżyseria |
| 2008 | Cios za cios       | scenariusz, reżyseria |
| 2011 | Tong-jeung         | reżyseria             |
| 2012 | Miwoon ori saeggi  | scenariusz, reżyseria |
| 2013 | Chingoo 2          | scenariusz, reżyseria |
| 2015 | Geukbisusa         | scenariusz, reżyseria |
| 2017 | Heesaeng boohwalja | scenariusz, reżyseria |
| 2018 | Amsusarin          | scenariusz            |
| 2019 | Bitwa o Jangsari   | reżyseria             |

Oprócz filmów wyreżyserował też w 2009 serial Chin-goo, Woo-ri-deul-eui Jeon-seol.